# Urban Hansen-Reistrup
Urban Hansen-Reistrup (10. marts 1893 i Næstved – 1973) var en dansk arkitekt, som primært havde sit virke i Næstved.

## Arkitekt
Han var søn af kunstneren Karl Hansen Reistrup og Johanne Katrine Hansine født Jonasson. Han blev uddannet på Kunstakademiet, hvor han skiftede spor to gange. I begyndelsen gik han på malerskolen med Otto Bache og Laurits Tuxen som lærere, derefter på arkitektskolen under Martin Nyrop og Hack Kampmann og slutteligt på billedhuggerskolen.
Urban Hansen-Reistrup blev kendt for sine funktionalistiske bygninger til Jubilæums- og Landsudstillingen i Næstved i 1935, også kendt som "Den hvide By". Siden udfoldede han en lang praksis som arkitekt i provinsbyen, som stadig bærer præg af hans bygninger. Han vekslede mellem radikal hvid Bauhaus-inspireret funktionalisme med båndvinduer i stål og den mere hjemlige, Kay Fisker-inspirerede murstensfunkis med traditionelle detaljer.

## Maler
Urban Hansen-Reistrup boede og arbejdede i villaen Reistrupvej 9, som han overtog efter faderen. Han virkede også som maler, udførte et selvportræt (1914), og Næstved Museum har bl.a. et Portræt af Per Søren (1915). Et Parti fra Karrebæksminde (1919) og Bondeidyl (1920) har også været i handlen.

## Værker
(I Næstved, hvor ikke andet er nævnt:)
- Godthåbs Allé 2 (1929)
- Villa, Bernstorffsvej 91, Hellerup (1934)[5]
- Villa, Soelbergsvej 15, Nykøbing Mors (1934)[6]
- Forretningsejendom for Ejendoms-Aktieselskabet Matr. Nr. 263, Torvestræde 4 (1934-35, vinduer ændret)
- Staalgaarden, opført for Sydsjællands Jernforretning, Grønnegade 37/Ringstedgade 14 (1934-35, vinduer ændret)
- Bygninger til Jubilæums- og Landsudstillingen i Næstved (15. juni - 14. juli 1935, alt nedrevet bortset fra Ønskevillaen, Skellet 15)
- Sokkel til rytterstatue af stormanden Peder Bodilsen (1935)[7]
- Næstved Diskontobank, senere DiBa Bank og nu Sydbank, Axeltorv 4 (1936-37, vinduer ændret)
- Frimurerloge, tidl. villa, Ved Skoven 1 (1937, kraftigt ombygget)
- Villa, Kildebakken 16 (1937)[8]
- Vestre Kaj 14 opført for for Næstved Kul og Koks Kompagni A/S (1937, vinduer ændret)
- Tidl. Næstved Havnekontor, Toldbodgade 4 (1938, vinduer ændret)
- Forretningsejendom for fabrikant A.P. Carlsen, Kindhestegade 10 (1939, vinduer ændret)
- Portbygning for A/S Luxol, Kählersvej 15 (1939, nedrevet 2008)
- Villa, Ved Skoven 17 (1940)
- Beboelsesejendommen Østerport, Østergade 30-34/Indre Vordingborgvej 2 (1940-43, vinduer ændret)
- Mågevej 11 (1944)
- Erhvervsejendom for Wilh. Smith A/S, Østre Mellemkaj 4 (1947)
- Dampvaskeriet Thor A/S, Vordingborgvej 76 (1947, nedrevet)
- Tidl. erhvervsejendom for Elektromix A/S, Omøvej 22-26 (1948)
- Tidl. erhvervsejendom for for T.A. Medings Tømmerhandel (1948)
- Tidl. direktørbolig, A/S Dansk Skovindustri, Vadestedet 6 (1949)
- Tidl. Næstved Bio, Kattebjerg 5 (1951, ombygget)
- Erhvervsejendom for fiskehandler A. Christoffersen, Ramsherred 23 (1950-52, vinduer ændret)
- Tidl. Næstved Handelsskole, Farimagsvej 65 (1953, vinduer ændret)
- Tidl. biografen Scala, Jørgen Jensens Vej 8 (1954, ombygget)
- Erhvervsejendom for Dania (hattehandler Sven G. Hendriksen), Dania 3-5 (1957)
- Præstebolig, Præstøvej 29 (1958-59)
- ELWIHUS - Privat villa for Konsul Wilh. Smith og konen Ella. Karrabækvej 12 og Møllevej 1A ( tidligere Karrebækvej 14b og 14c) ( juli 1961-1962)
- A/S Næstved Tidende, Ringstedgade 11 (1968-69)

### Om- og tilbygninger
(I Næstved, hvor ikke andet er nævnt:)
- Ringstedgade 5-7 (1931 og igen 1959-60)
- Østergade 8 (1931)
- Hotel Vinhuset (1934)
- Torvestræde 7 (1934)
- Næstved Tidende (1937-)
- Gl. Tømmergaard (1939)
- Næstved Roklub (1939)
- Ringstedgade 40 (1941)
- Hjultorv 4 (1942)
- Herman A. Kähler (1942-47)
- Kindhestegade 12 (1952)
- Grønnegade 4 (1956)
- Ringstedgade 5-7 (1959)
- Axeltorv 1 (1960)
- Farimagsvej 10 (1935?, 1961)